# Oya Dorsa
Gli Oya Dorsa sono una struttura geologica della superficie di Venere.